# Gambero Rosso
Der italienische Verlag Gambero Rosso (deutsch: Rote Garnele) ist ein Unternehmen, das hauptsächlich durch das Buch „Vini d’Italia“ bekannt ist. Dieses Werk, das erstmals 1988 erschien und seither jährlich, gilt als der bekannteste Weinführer für italienische Weine. In Medien wird allgemein nur kurz von der Bewertung im Gambero Rosso gesprochen und heute gilt er unangefochten als das Standardwerk für den italienischen Wein. Der Gourmetverlag legt auch einen wichtigen Restaurantführer, den „Ristoranti d’Italia“ auf (23. Auflage, Stand 2013).

## Vini d’Italia: Bewertungsschema
Die Weine werden von unabhängigen Fachleuten in Blindtests verkostet und bewertet. Im Gambero Rosso aufgeführte Weine gelten bereits als Weine von überdurchschnittlicher Qualität, zur Qualitätskennzeichnung werden Weingläser vergeben:
- „gute“ Weine erhalten „Ein Weinglas“
- „sehr gute“ Weine erhalten „Zwei Weingläser“. Seit der Ausgabe 2002 erhalten Weine, die an der Endausscheidung für „Drei Weingläser“ teilnehmen durften, jedoch die „Drei Gläser“ nicht bekommen haben, „2 rote Gläser“
- Höchstnote für „außergewöhnliche“ Weine sind „Drei Weingläser“
- Seit dem Gambero Rosso 2011 gibt es eine Selektion von 3-Gläser-Weinen für unter 15 Euro. Damit wollen die Verkoster des Gambero Rosso beweisen, dass guter Wein nicht wirklich teuer sein muss.
- Im Gambero Rosso 2010 und 2011 gab es auch die „3 grünen Gläser“ und die „3 Gläser Plus“, eine persönliche Selektion des Herausgebers Daniele Cernilli. Wegen seines Ausscheidens[1] wurde sie wieder abgeschafft.

Der Gambero Rosso umfasst etwa 1.000 Seiten, etwa 2.350 Weingüter mit etwa 20.000 Weine sind aufgeführt. Etwa 400 Weine werden jedes Jahr mit der begehrten Auszeichnung „3-Gläser“ bedacht. Der Weinführer wird jedes Jahr neu geschrieben.

## Ristoranti d’Italia: Bewertungssystem
Der Restaurantführer vergibt zwischen 60 und 100 Punkte für ein Restaurant. Zusätzlich werden für die besten Restaurant eine, zwei oder drei Gabeln (forchette) vergeben. Im Ausgabe von 2013 wurden unter 2015 bewerteten Restaurants 21 mit der Höchstwertung von drei Gabeln ausgezeichnet.